# 브라이언 폭스 (프로그래머)
브라이언 잔 폭스(Brian Jhan Fox, 1959년 ~)는 미국의 컴퓨터 프로그래머이자 자유 소프트웨어 옹호자이다. 그는 GNU 배시 셸의 최초 저자로, 1989년 6월 베타 버전을 발표했다. 그는 적어도 1993년 초까지 배시의 주요 관리자로 활동했다. 폭스는 또한 1995년 웰스 파고를 위해 미국 최초의 대화형 온라인 뱅킹 소프트웨어를 개발했으며, 2008년에는 오픈 소스 선거 시스템을 만들었다.

## 자유 소프트웨어 재단
1985년, 폭스는 리처드 스톨먼이 새로 설립한 자유 소프트웨어 재단(FSF)에서 스톨먼과 함께 일했다. FSF에서 폭스는 GNU 배시, GNU Makeinfo, GNU Info, GNU 핑거, GNU Echo 및 리드라인과 히스토리 라이브러리를 만들었다.
그는 또한 한동안 GNU 이맥스의 관리자였으며, 1986년에서 1994년 사이에 GNU 프로젝트를 위해 만들어지고 유지보수된 소프트웨어에 많은 기여를 했다.

## 오픈 소스 선거 시스템
2008년, 폭스는 앨런 데처트, 브렌트 터너와 협력하여 완전히 오픈 소스 선거 시스템을 만들었다. 이 시스템은 파커 애버크롬비와 함께 코딩되었으며, 2008년 8월 5일부터 7일까지 샌프란시스코의 모스콘 센터에서 열린 리눅스월드 콘퍼런스에서 시연되었다.
폭스는 또한 캘리포니아 투표 관리 협회(CAVO)와 전국 투표 관리 협회(NAVO)의 창립 회원이다. 이 비영리 단체들은 공공 선거에서 오픈 소스 투표 시스템의 사용을 장려한다. 폭스는 2015년에 전 CIA 국장 R. 제임스 울시와 함께 뉴욕 타임스에 공동으로 기고문을 작성하여, 외세의 개입으로부터 미국 선거를 보호하는 수단으로 오픈 소스 선거 시스템을 옹호했다.

## 기타 소프트웨어
폭스는 또한 애플 II를 위한 이맥스의 축소 구현인 AMACS를 개발했다.

## 친척
그는 6남매 중 넷째이다: 작곡가이자 음악가인 도널 폭스, 태디어스 폭스, 자매 이나 폭스, 대니얼 폭스, 자매 사라 폭스-레이.
그는 물리학자이자 교육자인 허버트 폭스의 아들이며, 모노폴리 맨의 창작자인 예술가 대니얼 폭스의 손자이다.